# Opportunistisk infektion
Opportunistisk infektion är en infektion som uppträder på grund av att immunförsvaret är nedsatt. Infektionerna orsakas av patogener som i normala fall hanteras av värdorganismens immunförsvar, men som kan vara orsak till sjukdomar när immunförsvaret är nedsatt. Exempel på utsatta individer är AIDS-smittade, transplanterade (man får immunosuppressiv behandling för att inte stöta bort det transplanterade organet), alkoholskadade och äldre.